# 세리크볼신 아브딜딘
세리크볼신 아브딜대비치 아브딜딘(카자흐어: Серікболсын Әбділдаұлы Әбділдин, 1937년 11월 25일 ~ 2019년 12월 31일)은 카자흐스탄의 경제학자이자 정치인, 1996년부터 2010년까지 공산당 제1서기, 1999년부터 2004년까지 마질리스의 일원이었으며 1999년 대통령 선거에 출마한 후보였다. 그는 종종 의회주의와 독립 초기 카자흐스탄 헌법 초안의 "가부장"으로 묘사된다. 아브딜딘은 자신을 공산주의자라고 선언하면서도 민주주의에 대한 생생한 지지자였으며 법치주의를 가진 다당제 개혁을 촉구해 왔다.
아브딜딘은 농업인으로서의 경력을 시작하여 카자흐스탄에서 소련 국가 기관에서 근무한 후 정치에 관여하게 되었고, 결국 카자흐 소비에트 최고 소비에트의 수장이 되어 독립 후 새로운 헌법 초안 작성에 참여했다. 입법부 해산 후, 그는 누르술탄 나자르바예프 대통령이 카자흐스탄 공산당을 이끌며 행정 권한을 강화하는 가운데 야당에 합류했으며, 2010년 정계에서 은퇴할 때까지 카자흐스탄의 정치 시스템을 민주적인 통치 형태로 개혁하기 위한 다양한 조직과 운동에서 활동해 왔다.
그는 2019년 말 82세의 나이로 세상을 떠날 때까지 과학 및 교육 활동에 계속 참여했다.

## 정치 경력
1982년에 그는 카자흐 SSR의 농업부 제1차관으로 임명되었고, 1985년 12월에는 카자흐 SSR의 국가농업위원회 제1부의장이 되었다. 아브딜딘은 1987년 7월까지 이 직책을 맡았으며, 이후 소련 각료회의에서 카자흐 SSR의 상임 대표가 되었다. 1990년 4월부터 그는 카자흐 SSR의 최고 소비에트 부의장이었으며, 1991년 10월 16일부터는 1993년 1월에 카자흐스탄 최고 소비에트 의장으로 활동했다.
카자흐스탄이 독립한 후, 카자흐스탄 공산당의 권력 상실과 누르술탄 나자르바예프 대통령에 의한 제12차 최고위원회의 소집 폐지가 1994년에 반대에 부딪혔다. 그는 당국에 대해 "힘든" 인물로 묘사되었지만, "불안정을 초래할 것"이라는 두려움에 큰 지지를 받았음에도 불구하고 대립을 거부했다. 같은 해에 그는 공화국 공공협회 조정위원회의 의장이 되었다. 1996년 4월, 아브딜딘은 공산당 제1서기가 되었다.

### 1999년 대통령 선거
아브딜딘은 1998년 10월 11일, 대통령 선거 출마를 발표했다. 그는 누르술탄 나자르바예프 대통령의 자유 시장 정책에 대해 비판하며 카자흐스탄이 대신 혼합 경제 시스템을 도입할 것을 제안했다. 또한 아브딜딘은 의료 및 교육에 더 많은 지출을 할 것을 지지했다. 공정 선거와 관련하여 그는 각 후보에게 선거 위원회에 대표를 두자고 제안했다. 그러나 그의 아이디어는 당국에 의해 무시되었다. 아브딜딘은 경선에서 2위를 차지하여 약 12%의 득표율을 기록했다. 그는 "나자르바예프만큼 많은 표를 얻었다"고 주장하며 결과를 비난했다.